# 井上佳奈
井上 佳奈（いのうえ かな）は、日本で活動しているミュージカル女優。劇団四季所属。

## 来歴
6歳のときにクラシックバレエを始める。
その後、國學院高等学校からお茶の水女子大学を経て、2009年10月に劇団四季のオーディションに合格して入団。同年11月19日に開幕した『劇団四季 ソング&ダンス55ステップス』福岡公演で初舞台出演を果たした。以降ダンサー役をメインに活動しており、2015年には『コーラスライン』の主要ダンサーであるキャシー役を演じている。

## 主な出演作品
- 劇団四季 ソング&ダンス55ステップス ダンサーパート（2009年）
- コンタクト - アンサンブル（2011年）、黄色いドレスの女 役（2014年）
- クレイジー・フォー・ユー - エレイン 役（2011年）
- 劇団四季 ソング&ダンス The Spirit ダンサーパート（2011年）
- コーラスライン - キャシー 役（2015年）

※括弧内の年は初出演年